# Ніколає-Белческу (Александру-Одобеску, Келераш)
Ніколає-Белческу (рум. Nicolae Bălcescu) — село у повіті Келераш в Румунії. Входить до складу комуни Александру-Одобеску.
Село розташоване на відстані 80 км на схід від Бухареста, 21 км на північний захід від Келераші, 124 км на захід від Констанци, 148 км на південний захід від Галаца.

## Населення
За даними перепису населення 2002 року у селі проживали 1453 особи, усі — румуни. Усі жителі села рідною мовою назвали румунську.